# Amathia tortuosa
Amathia tortuosa is een mosdiertjessoort uit de familie van de Vesiculariidae. De wetenschappelijke naam van de soort is voor het eerst geldig gepubliceerd in 1880 door Tenison Woods.